# Ilanit
Hanna Drezner-Tzakh (hebreiska: חנה דרזנר), född 17 september 1947 i Tel Aviv, är en israelisk sångerska. Hon är främst känd under sitt artistnamn Ilanit. Hon var en av Israels mest populära sångerskor under 1960-, 70- och 80-talen.
Ilanit föddes i Tel Aviv och hennes föräldrar var invandrade från Polen. När hon var fem år gammal flyttade familjen till São Paulo i Brasilien och återvände sedan till Israel 1960. 1964 bildade hon tillsammans med sångaren och blivande maken Schlomo Zach trion "גידי, צח וחנה" (Gidi, Zach och Hanna). Trion blev snabbt en duo som blev känd under namnet "Ilan & Ilanit". 1966 släppte de sitt debutalbum Ilan Ilan, som blev en framgång. Duon och äktenskapet varade till 1973, därefter satsade Ilanit på en solokarriär. Hon fortsatte dock att samarbeta professionellt med Zach. Hon släppte sitt första soloalbum 1972.
1973 blev Ilanit Israels första representant i Eurovision Song Contest. Hon framförde bidraget Ey Sham (אי שם) och kom på 4:e plats med 97 poäng. Kompositören Nurit Hirsh dirigerade orkestern och blev det året, tillsammans med Sveriges Monica Dominique, den första kvinnliga dirigenten i tävlingen. Samma år släppte Ilanit sitt andra studioalbum, som bl.a. innehöll Ey Sham. 1977 deltog hon åter i tävlingen för Israel med bidraget Ahava Hi Shir Lishnayim (אהבה היא שיר לשניים) och kom på 11:e plats med 49 poäng. Det var även planerat att Ilanit skulle representera Israel i Eurovision Song Contest 1984 med låten Balalaika, men tävlingen inföll på Israels minnesdag och landet drog sig därmed ut det året.
1971-1977 utsågs hon i Israel till ”årets sångare”, en bedrift som ingen annan lyckats med.